# دهستان هرزندات شرقی
دهستان هرزندات شرقی یکی از دهستان‌های استان آذربایجان شرقی است که در بخش مرکزی شهرستان مرند واقع شده‌است. روستاهای دهستان هرزندات شرقی عبارتنداز:*هرزند جدید *هرزندعتیق *قره تپه *بابره علیا *بابره سفلی *میاب *میزاب *اویندین *خانه سر *دارانداش *هاوستین. مرکز دهستان روستای هرزند عتیق می‌باشد.